# Begonia menglianensis
Espèce
Begonia menglianensis est une espèce de plantes de la famille des Begoniaceae. Ce bégonia est originaire de Chine. L'espèce a été décrite en 2001 par Yi Yong Qian (1930-). L'épithète spécifique menglianensis signifie « de Menglian », en référence au district de Menglian, province du Yunnan.
Cette espèce a parfois été considérée comme synonyme de Begonia augustinei Hemsl., mais en 2005 une comparaison attentive du fruit a montré qu'il s'agit bien d'une espèce distincte. 

## Répartition géographique
Cette espèce est originaire du pays suivant : Chine (Yunnan).